# Tous ceux qui tombent (téléfilm)

Tous ceux qui tombent est l'adaptation française en téléfilm (en noir et blanc) de la pièce originale de Samuel Beckett, réalisé par Michel Mitrani, produit par l'ORTF et diffusé pour la première fois sur la première chaîne française, le 25 février 1963. Ce récit avait déjà été adapté en France pour la radio en 1959 par Robert Pinget et jouée par Roger Blin, Maryse Paillet et le jeune Patrick Dewaere (Patrick Maurin).

## Synopsis
Jouée par Alice Sapritch, une vieille femme presque impotente va à la rencontre de son époux aveugle, lequel doit arriver en train. La pluie s'abat sur ce vieux couple qui rentre. Un étrange et dense dialogue s'établit entre eux... 

## Distribution
- Alice Sapritch : madame Rooney
- Guy Tréjan : monsieur Rooney
- Christian Marin : Christy
- Pierre Palau : monsieur Tyler
- Hubert Deschamps : monsieur Slocum
- Lucien Hubert : monsieur Barrel
- Pascale de Boysson : madame Fitt
- Didier Haudepin : un enfant
- Francis Menzio : Jerry
- Yannick Paumier : Dolly
- Michèle David : une femme
- Jean-Paul Strolh : le premier jumeau
- Patrick Strolh : le second jumeau
- Annie Savarin : une jeune fille

## Commentaires
Considérée comme une œuvre avant-gardiste, son récit n'est pas linéaire, ni narratif. Comme critique, François Mauriac (Le Figaro littéraire) salue, lors de sa diffusion, l'originalité et la densité de cette adaptation. Le téléfilm, tourné en noir et blanc, dure 58 minutes.